# Kiprovo (oblast d'Arkhangelsk)
Kiprovo (ou Saounino) (en russe : Кипрово (Саунино)) est un village du raïon de Kargopol, oblast d'Arkhangelsk, en Russie.

## Géographie
Le village se situe à 5 km au nord de Kargopol.

## Population
La population du village suivant le recensement de 2010 en Russie s'élevait à 206 habitants.

## Curiosités
Le village est connu pour son pogost de Saounino dans lequel se trouve l'église en bois Saint Jean Chrysostome et son clocher qui date de 1665.

## Photos

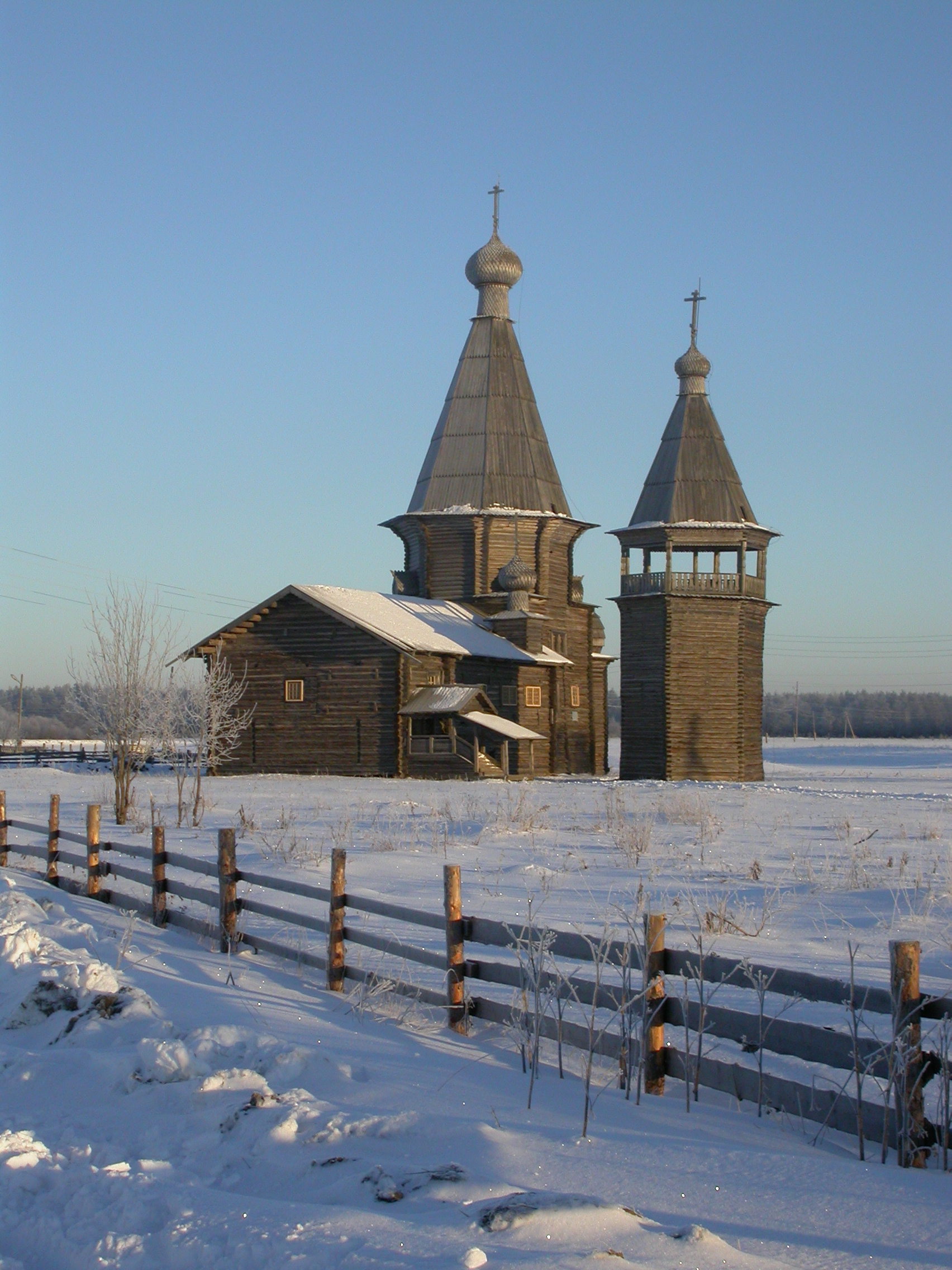
Vue du sud-ouest
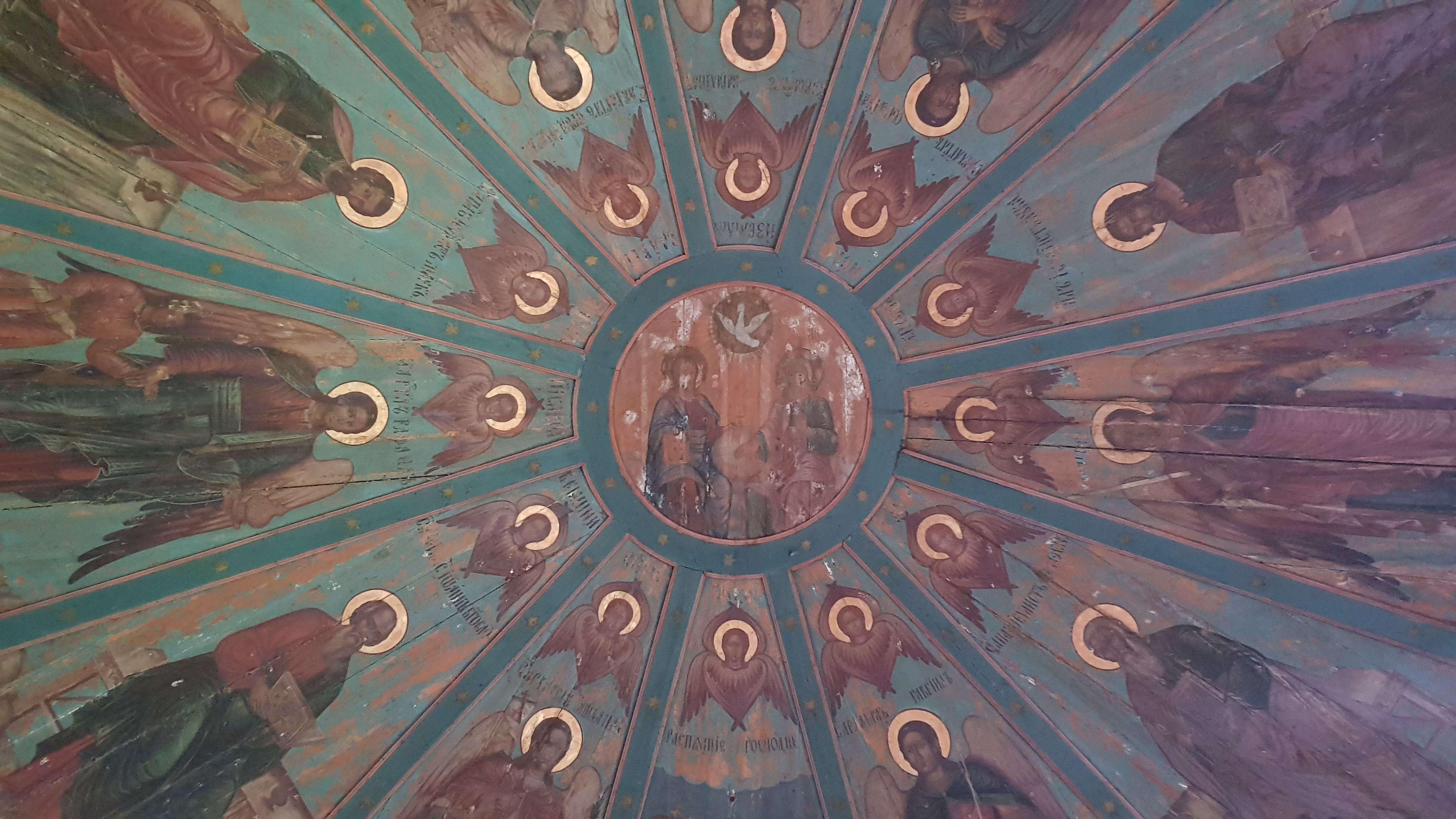
église Jean Chrysostome (ciel)
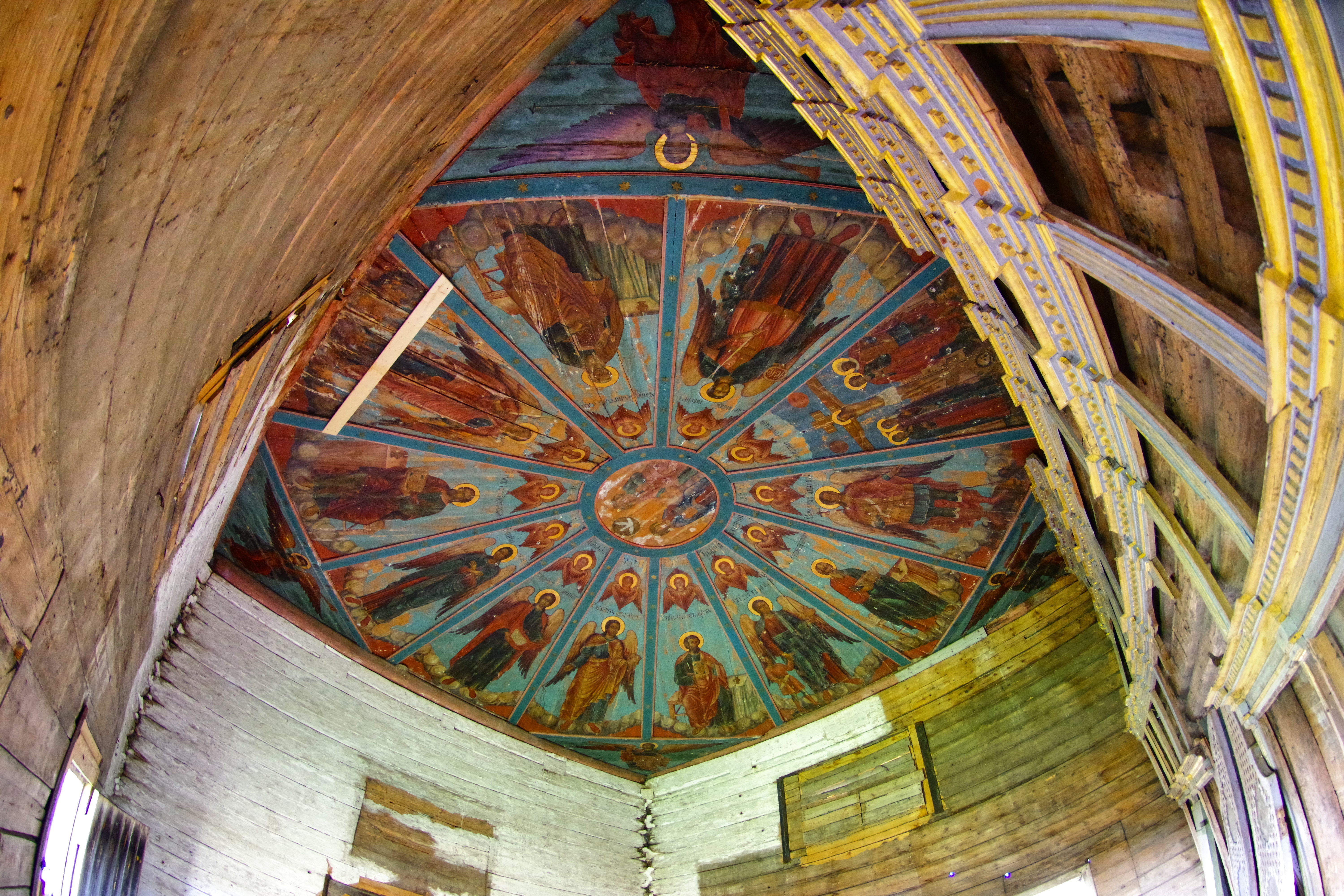
église Jean Chrysostome (ciel)
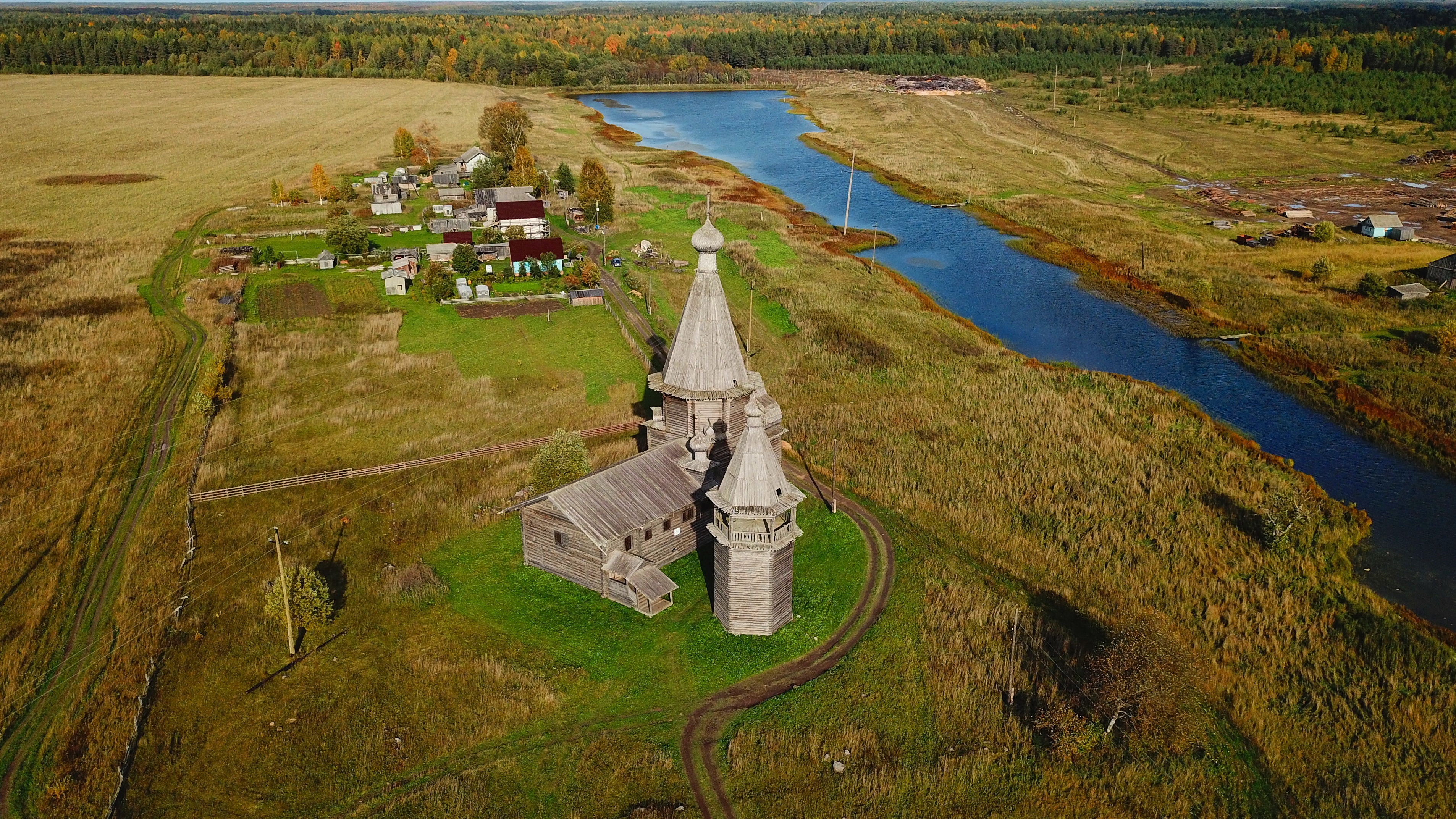
église Jean Chrysostome et son hameau
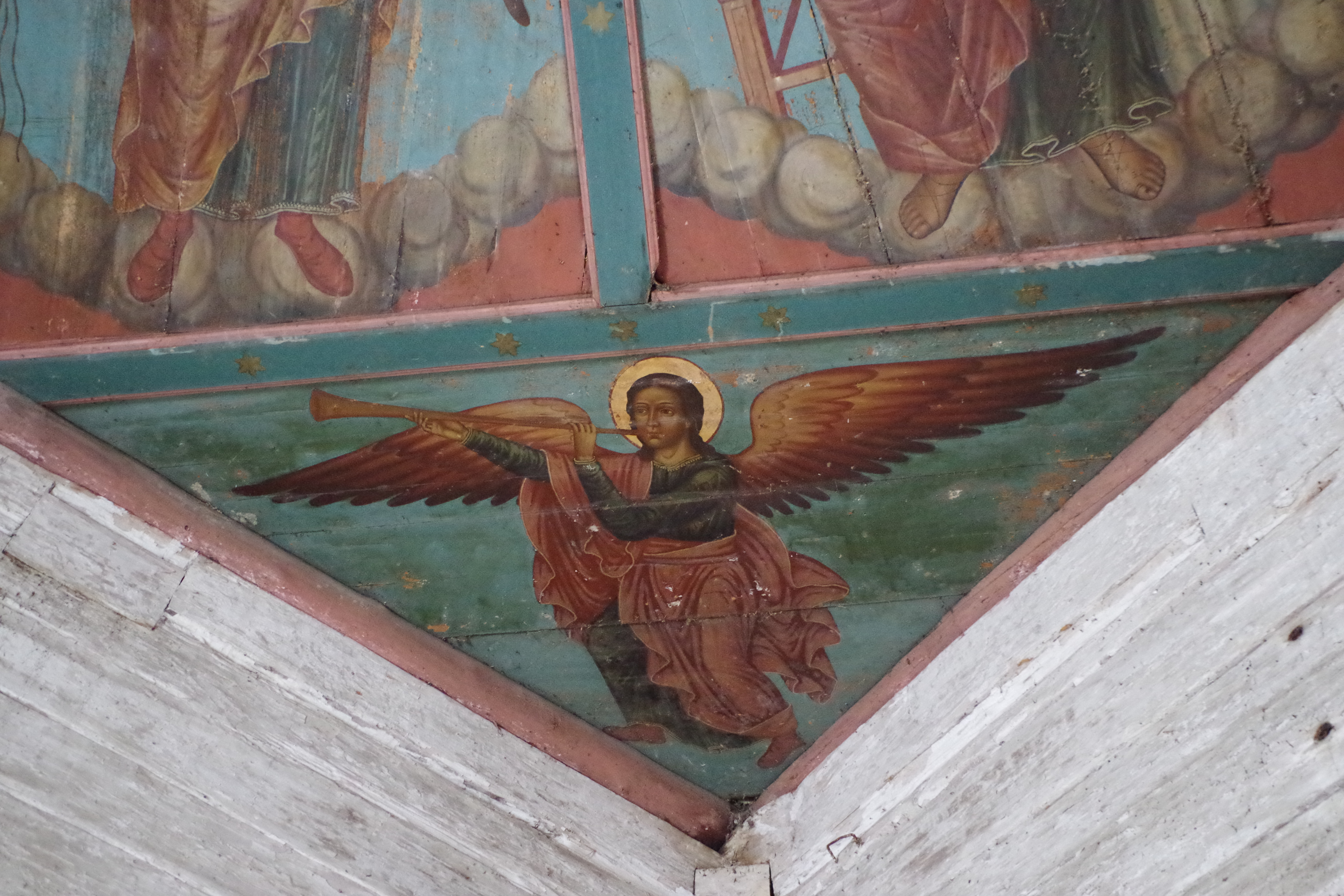
église Jean Chrysostome, ange